# Pożarowo (rejon wielkoustiuski)
Pożarowo (ros. Пожарово) – wieś (dieriewnia) w Rosji, w obwodzie wołogodzkim, w rejonie wielkoustiuskim. W 2010 liczyła 47 mieszkańców.